# Logística na Segunda Guerra Mundial

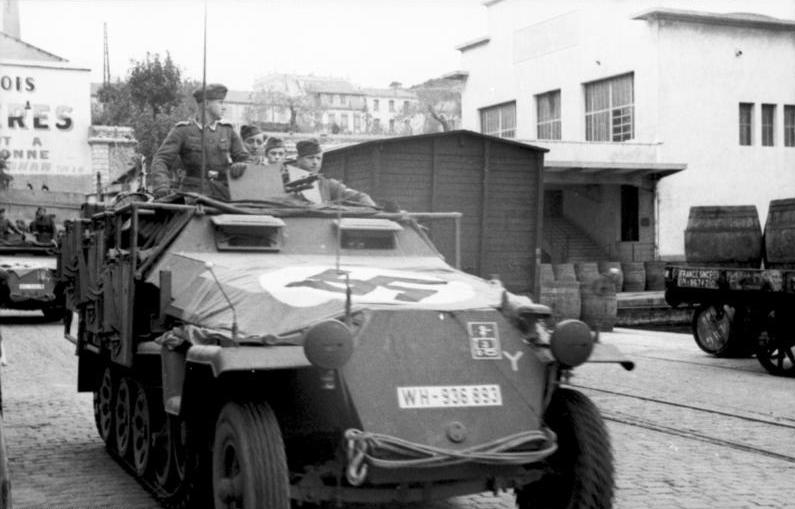
Guerra motorizada: veículo alemão.

A Logística adquiriu nova dimensão durante a Segunda Guerra Mundial, devido, principalmente, ao emprego maciço do transporte rodoviário, pelas principais nações participantes do conflito. Segundo o general Marshall, a Segunda Guerra Mundial foi a "guerra do automóvel".

## História
A Primeira Guerra Mundial foi, em grande medida, uma guerra da ferrovia, em que a pressão dos horários dos trens impunha um quadro extremamente rígido sobre a mecânica de mobilização e deslocamento militar em geral. Já na Segunda Guerra, a flexibilidade no transporte de homens e armas aumentou consideravelmente com a utilização de automóveis e caminhões pelas forças armadas, tornando-a a primeira guerra motorizada da História.

### Mobilidade
O grau de mobilização dos exércitos das grandes potências foi variável. De fato, apenas as forças armadas dos Estados Unidos e da Grã-Bretanha tornaram-se inteiramente  motorizadas, de 1942 em diante, a tal ponto que, na Normandia, foram desembarcados não menos que 140 mil veículos motorizados (100 mil deles apenas nos primeiros onze dias). Quanto aos alemães, apesar de terem investido na guerra motorizada (a Blitzkrieg), ainda fizeram amplo uso de cavalos, sobretudo na fronta oriental.
Os exércitos soviético e japonês eram ainda menos motorizados. A guerra do Japão na China foi, em grande medida, uma guerra de ferrovia, razão pela qual o alto comando japonês conferia grande importância ao estabelecimento de ligações ferroviárias entre Singapura e Mandchúria. De fato, o exército nipônico tentou estabelecer uma conexão ferroviária contínua Shangai-Mandchúria-Singapura, utilizando as ferrovias Shangai-Hang-Chou, Zhengiang-Jianxi, Hunan-Guanxi, Vietnã e Tailândia. A ofensiva militar desencadeada contra Changsa, Zhengiang e Jianxi, na primavera de 1942, tinha por objetivo garantir o completo controle da ligação ferroviária .

### Alimentos
Espalhadas sobre uma área imensa e dispondo de uma base material muito mais acanhada do que os outros beligerantes, as forças armadas japonesas sofreram, após 1942, escassez de alimento e de roupa. Nos territórios ocupados elas dependiam, em grande parte, de suprimentos locais, provocando crescente escassez no seio da população local. Inanição indiscriminada de prisioneiros de guerra  por falta de alimentação adequada, caracterizou os últimos anos da guerra, nas áreas sob ocupação japonesa. A crucial batalha de Guadalcanal foi perdida principalmente em consequência da falta de comida: os soldados japoneses tiveram que sobreviver, durante semanas, com uma dieta de ervas e frutas selvagens 
A União Soviética entrou na guerra com profunda crise em sua agricultura, em decorrência da política de coletivização compulsória, adotada por Stálin. A crise se acentuou com a perda das terras férteis da Ucrânia, no verão de 1941, e com a convocação maciça da população camponesa adulta . Os soldados do Exército Vermelho alimentavam-se insuficientemente e tinham dificuldade de conseguir alimento pelo caminho, devido à política de terra arrasada ordenada pelo próprio Stálin. Essa situação só melhorou quando os soviéticos se deslocaram mais para o Ocidente, nas etapas finais de 1943-1944.
O imperialismo alemão iniciou a guerra com um rigoroso sistema de racionamento, destinado a assegurar as necessidades básicas das forças armadas, bem como um certo mínimo a todos os cidadãos alemães. Essas prioridades determinaram como seria tratada a população dos países ocupados e os prisioneiros de guerra. A pilhagem progressiva dos recursos locais condenava o povo à inanição, particularmente nas áreas pobres de alimentos dos Bálcãs. Os internos em campos de concentração e em guetos judeus, assim como os prisioneiros de guerra, sobretudo os soviéticos, eram levados, literalmente, a morrer de fome.
O sistema de racionamento italiano começou a ser aplicado em 1942, impondo privações terríveis aos estratos mais pobres da população. Em fins de 1943, o custo de vida era sete vezes mais alto do que em 1939, enquanto os salários sequer haviam duplicado 
A importância dos alimentos durante a guerra transformou a situação de pelo menos um país neutro: a Argentina, que viria a se tornar o principal fornecedor mundial de trigo e carne. Com esse lucro inesperado, a burguesia daquele país conseguiu constituir reservas em moeda estrangeira que lhe permitiram adotar um programa de industrialização e acumulação de capital relativamente independente do controle imperialista internacional, tornando-se a base do regime peronista.

### Linhas de suprimento

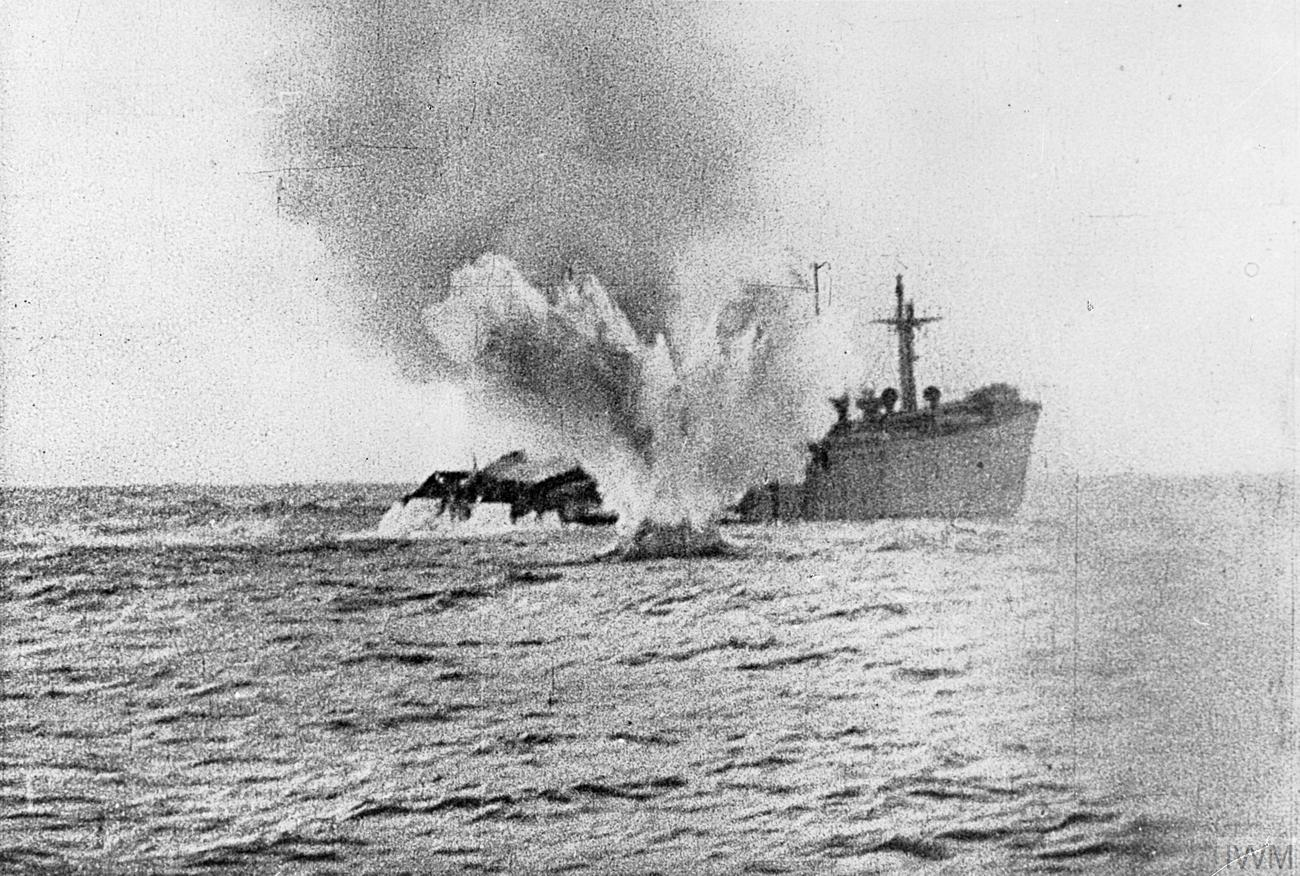
Barco mercante britânico torpedeado por um submarino alemão

Na Grã-Bretanha, o suprimento das forças armadas passou a ser problema no verão de 1940, quando começou a Batalha do Atlântico. Foi imposto um rigoroso racionamento tanto aos civís quanto aos militares. O ponto fraco do sistema de abastecimento era o transporte, e continuou assim até que a guerra contra os submarinos alemães fosse vencida. Por outro lado, as unidades britânicas no Oriente Médio recebiam provisões adequadas, através do Mediterrâneo.  
O Eixo perdeu a guerra do Egito fundamentalmente devido à sua incapacidade de interromper as linhas de suprimento da Oitava Armada Britânica no Mediterrâneo e por sua própria escassez de petróleo, munição e peças de reposição para tanques..
Ao contrário de seus aliados e inimigos, as forças armadas norte-americanas desfrutavam de suprimentos praticamente inesgotáveis. Roosevelt optou, deliberadamente, por fazer uma "guerra de rico" . Cada divisão estadunidense consumia 720 toneladas de suprimentos por dia, contra não mais de 200 para sua equivalente alemã..
Ainda que com crescente dificuldade, o Japão conseguiu manter aberta, até 1943, a maior parte das rotas entre seu território nacional e os inúmeros territórios conquistados. No caso da Mandchúria (ao norte) - que se tornara a principal base da indústria bélica nipônica -, as linhas de suprimento se mantiveram protegidas até o final da guerra. Mas ao sul, a maioria das rotas marítimas foi interrompida, a partir da segunda metade de 1943, por conta da ação devastadora dos submarinos norte-americanos. Não seria exagero dizer que, até o final daquele ano, o Japão havia perdido a metade de seus navios mercantes..
Na guerra, manter abertas suas próprias linhas de suprimentos e interromper as do inimigo é um objetivo que, se alcançado, pode ser decisivo para o resultado do conflito. Portanto, estrangular a economia da nação inimiga pode ser tão vital quanto destruir seu poderio bélico. Desde Napoleão Bonaparte, o bloqueio têm sido um traço característico da guerra moderna e seu propósito é enfraquecer o inimigo mediante a escassez de matérias-primas, munição e gêneros alimentícios.
Na Grã-Bretanha, o governo instituiu um ministério especial para cuidar da guerra econômica, tanto em seu aspecto defensivo, quanto ofensivo. No Japão, esse tipo de guerra assumiu caráter defensivo desde o início do conflito, o mesmo ocorrendo na URSS. Quanto à Alemanha, enquanto o Terceiro Reich foi forte, Hitler considerava lícito levar o povo britânico à inanição, suprimindo-lhe as fontes de abastecimento. Mas quando a maré da guerra mudou e a Alemanha passou a sofrer por conta do bloqueio econômico dos Aliados, ele proclamou que essa era um forma de guerra "imoral" .